# Football Club de Kronenbourg
Le FC Kronenbourg est un club de football alsacien fondé en 1908 dans le quartier strasbourgeois de Cronenbourg. Il évolue en 2020-2021 en Régional 1 Alsace (premier niveau régional).

## Historique
Sous la direction d'Edmond Haan, le club évolue en CFA Est, puis en Division 3 entre 1969 et 1971, sans réaliser de grandes performances.
Lors de la saison 1969-1970, le club est affecté au groupe Est du CFA. Il termine à la treizième place sur quatorze, avec seize points, et un bilan de six victoires, quatre nuls, et seize défaites. En outre, il a marqué vingt-cinq buts, mais en a encaissé vingt-cinq. Néanmoins, il n'est pas relégué. Lors de la saison suivante, le club termine dernier de Division 3, avec seulement trois victoires et un match nul en vingt-deux matchs. Il est titulaire du pire goal average de son groupe, et retourne ainsi en Division d'Honneur Alsace.
De 1983 à 1986, le club évolue en Championnat de France de football de Division 4, où il réalise de bons parcours, et atteint les trente deuxième de finale de la Coupe de France de football 1984-1985, où il est éliminé par le Besançon RC, sur le score de 1-0.
En 2016, le club remporte sa poule d'Excellence Volkswagen et retrouve ainsi la Division d'Honneur.

## Palmarès
- DH Alsace : 
  - Champion : 1969, 1983
  - Vice-champion : 1968
- Excellence Bas-Rhin
  - Vainqueur de groupe : 2016
- Promotion Bas-Rhin : 
  - Vainqueur de groupe : 2011
- Coupe d'Alsace de football :
  - Demi-finaliste contre l'AS Illzach Modenheim en 2011[6].

## Navigation